# Kesel (Familie)

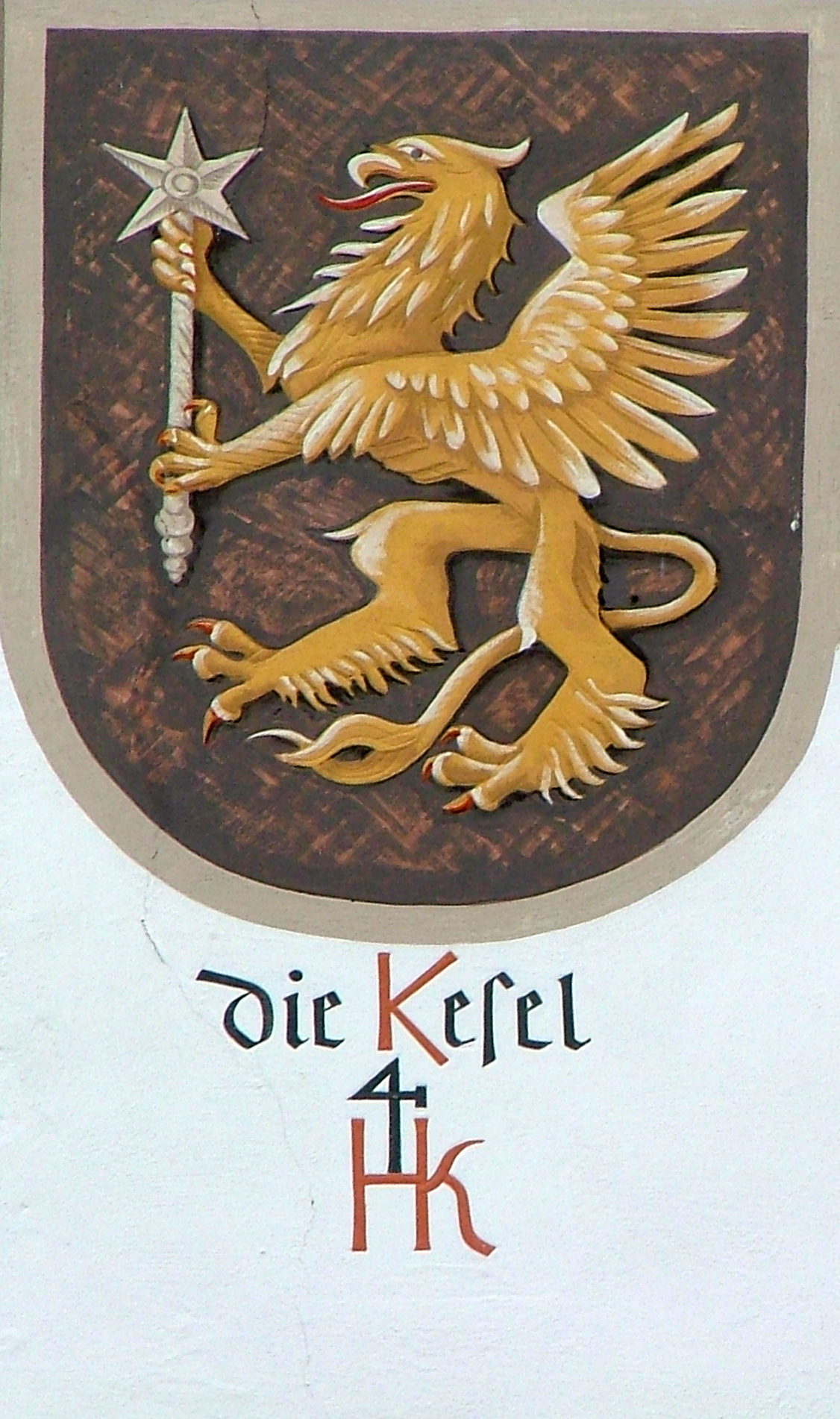
Wappen der Patrizier Kesel

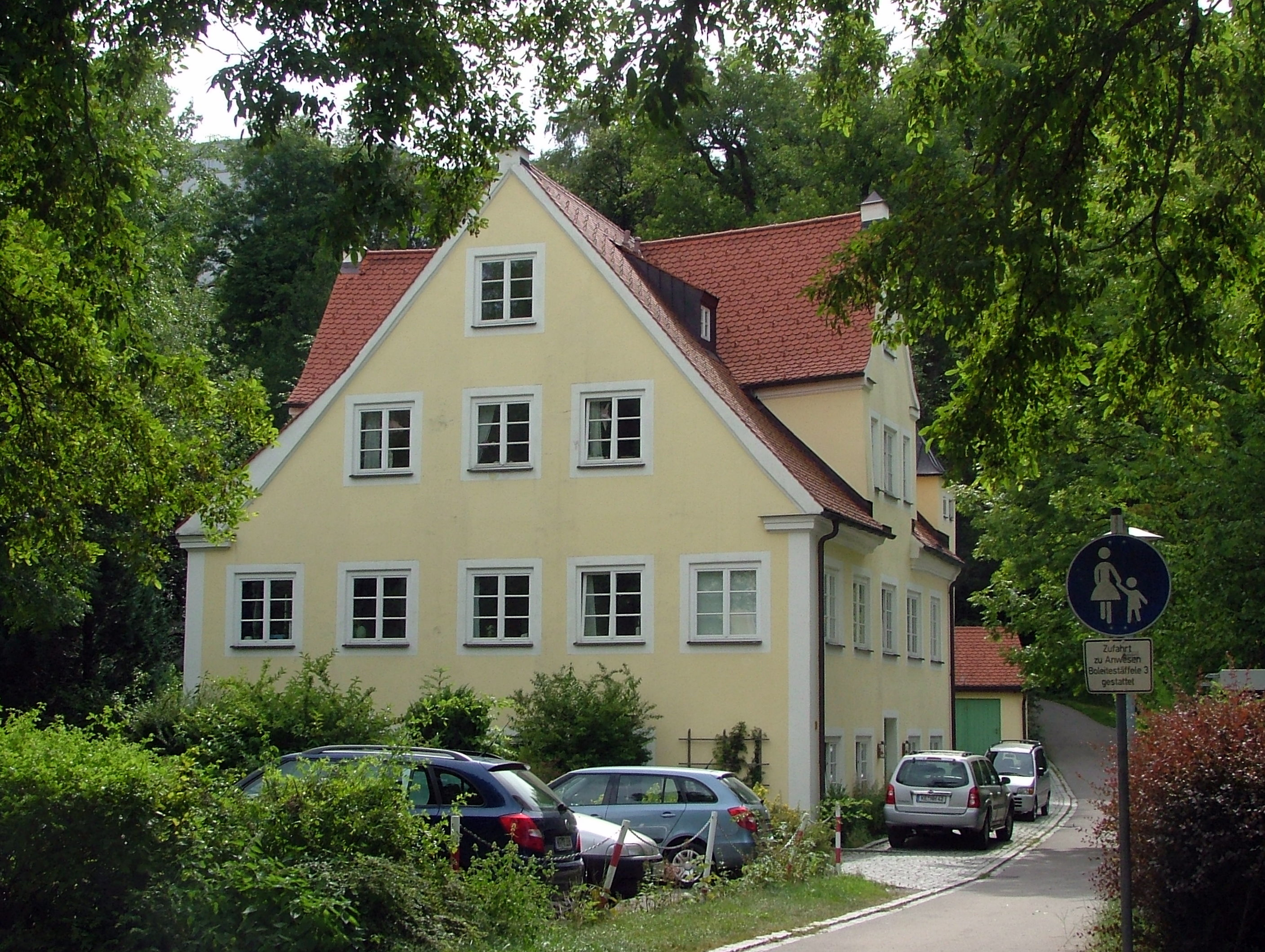
Landsitz der Kesel mit der Anschrift Boleite 3

Die Kesel waren eine dem reichsstädtischen Patriziat angehörende Familie in der Reichsstadt Kempten. Sie waren als Bürger in der Gesellschaft zum Strauß vertreten. Den Kesel zu Ehren ist die Keselstraße in Kempten benannt worden.
Für 1604/31 ist ein Michel Kesell (Kheßell) Bürger zu Kempten. 1707 ist Magister Jakob Kesel von Kempten ein Prediger in der St.-Mang-Kirche in Kempten sowie Geschichtsschreiber, als solcher verfasste er unter anderem die Schrift „Kemptisches Denckmahl oder Geist- und Weltliche Geschichte der uralten schwäbischen Reichs-Stadt Kempten ans Licht gestellet durch Jacob Keseln“. Er verstarb 1742.
Im Jahr 1725 ist ein Christian Kesel als Rats- und Handelsmann in Kempten überliefert. Er war 1731 Vorgesetzter der Kramerzunft und 1745 Stadtammann. Er war 1743 Besitzer des Papierwerks in Hynwang bei Kempten und starb im Jahr 1746. Ab 1725 ist ein Leonhard Kesel dokumentiert, der in der Kramerzunft saß.
Im Jahr 1700 wurde Johann Adam Kesel geboren. Er war als Handelsmann eine der reichsten Personen Kemptens sowie ab 1764 Bürgermeister der Reichsstadt Kempten.
1763 übernahm ein Lukas Kesel die Papiermühle in Hynwang. Ab 1837 ist ein Ferdinand Kesel dokumentiert, er war Bäckermeister in Neapel und verstarb 1915. Ab 1862 gibt es Dokumente für einen Spenglermeister namens Otto Kesel in Kempten, er starb 1920.
Zur Familie gehörte auch der Ingenieur und Maschinenfabrikanten Georg Kesel, der 1902 das erste Auto der Stadt besaß und 1936 starb. Ihm gehörte die Georg Kesel GmbH.

## Wappen
In Schwarz ein gelber Greif mit einem Sternstab in den Fängen. Derselbe wachsend auf dem bewulsteten Spangenhelm.